# Milagro en Roma
Milagro en Roma és una pel·lícula dramàtica colombiana de 1988 dirigida per Lisandro Duque Naranjo amb guió de Gabriel García Márquez basat en el seu llibre La larga vida feliz de Margarito Duarte. Era protagonitzada per Frank Ramírez, Amalia Duque García, Gerardo Arellano, Santiago García, Enrique Buenaventura, Lisandro Duque Naranjo i Humberto Dorado. Va ser estrenada en el desè Festival Internacional del Nou Cinema Llatinoamericà de l'Havana, Cuba en 1988. També va ser exhibida en la versió No. 29 del Festival Internacional de Cinema de Cartagena de Indias el 1989.

## Sinopsi
La filla de Margarito Duarte, un empleat judicial d'un poble colombià, mor sobtadament a l'edat de set anys. En estranyes circumstàncies, dotze anys després el cos de la nena continua intacte. Creient que es tracta d'un miracle, Margarito Duarte inicia un llarg procés per a arribar a Roma i demanar-li al Sant Pare que la seva filla sigui santificada.

## Repartiment
- Frank Ramírez
- Amalia Duque García
- Gerardo Arellano
- Santiago García
- Enrique Buenaventura
- Lisandro Duque Naranjo
- Humberto Dorado

## Producció
Milagro en Roma es va concebre com una de les sis pel·lícules nascudes de l'interès del novel·lista colombià Gabriel García Márquez pel cinema. García Márquez va escriure els esbossos dels guions i la realització de les pel·lícules que es van lliurar a directors d'Iberoamèrica. Les pel·lícules es van agrupar amb el nom d' Amores Difíciles i estan formades per: Yo soy el que tú buscas (dirigida per Jaime Chávarri); El verano de la señora Forbes (dirigida per Jaime Humberto Hermosillo); Un domingo feliz (d'Olegario Becerra). Cartas del parque (dirigida per Tomás Gutiérrez Alea); Fábula de la bella Palomera (dirigida per Ruy Guerra); i Milagro en Roma.
Milagro en Roma va ser dirigida per Lisandro Duque i produïda per RTVE i International Network Group sota els auspicis de la Fundació del Nou Cinema Llatinoamericà com les altres pel·lícules de la sèrie Amores Difíciles. Gabriel García Márquez tenia una impressió molt favorable del director de cinema colombià Lisandro Duques després de veure la seva pel·lícula Visa USA (1986) i, en base a això, el novel·lista va convidar Duque a treballar amb ell al guió de Milagro en Roma i a dirigir la pel·lícula .
La història de Milagro en Roma es va inspirar en un article del diari publicat per l'autor el 1981 titulat La llarga vida feliz de Margarito Duarte, que relata una batalla infructuosa de més de vint anys d'un humil colombià perquè la seva filla fos canonitzada al Vaticà. La pel·lícula difereix molt del breu article i precedeix a la Santa, un conte escrit per García Márquez després i publicat el 1992 com a part de la seva col·lecció de contes titulada Doce Cuentos Peregrinos.